# Flowers (série télévisée)
Pour les articles homonymes, voir Flowers.
Flowers est une série télévisée comico-dramatique britannique en douze épisodes de 30 minutes créée par Will Sharpe, diffusée du 25 avril 2016 au 15 juin 2018 sur Channel 4. Seule la première saison a été mise en ligne, le 5 mai 2016 sur le service américain Seeso (en).
En France, elle a été diffusée à partir du 3 juillet 2017 sur Canal+ Séries. Elle reste inédite dans les autres pays francophones.

## Distribution
- Olivia Colman (VF : Anne Dolan) : Deborah Flowers
- Julian Barratt (VF : Bernard Gabay) : Maurice Flowers
- Will Sharpe (VF : Adrien Larmande) : Shun
- Colin Hurley (en) (VF : Jean-Pol Brissart) : Barry
- Daniel Rigby (en) (VF : Christophe Lemoine) : Donald Flowers
- Sophia Di Martino (VF : Marie Tirmont) : Amy Flowers
- Leila Hoffman (en) (VF : Nicole Favart) : Hattie Flowers
- Georgina Campbell (VF : Fily Keita) : Abigail (saison 1)
- Angus Wright (VF : Guy Chapellier) : George (saison 1)
- Harriet Walter : Hylda (saison 2)

 Source et légende : version française (VF) sur RS Doublage

## Épisodes
Les épisodes, sans titres, sont numérotés de un à six pour chaque saison.